# Grand Hotel Wien

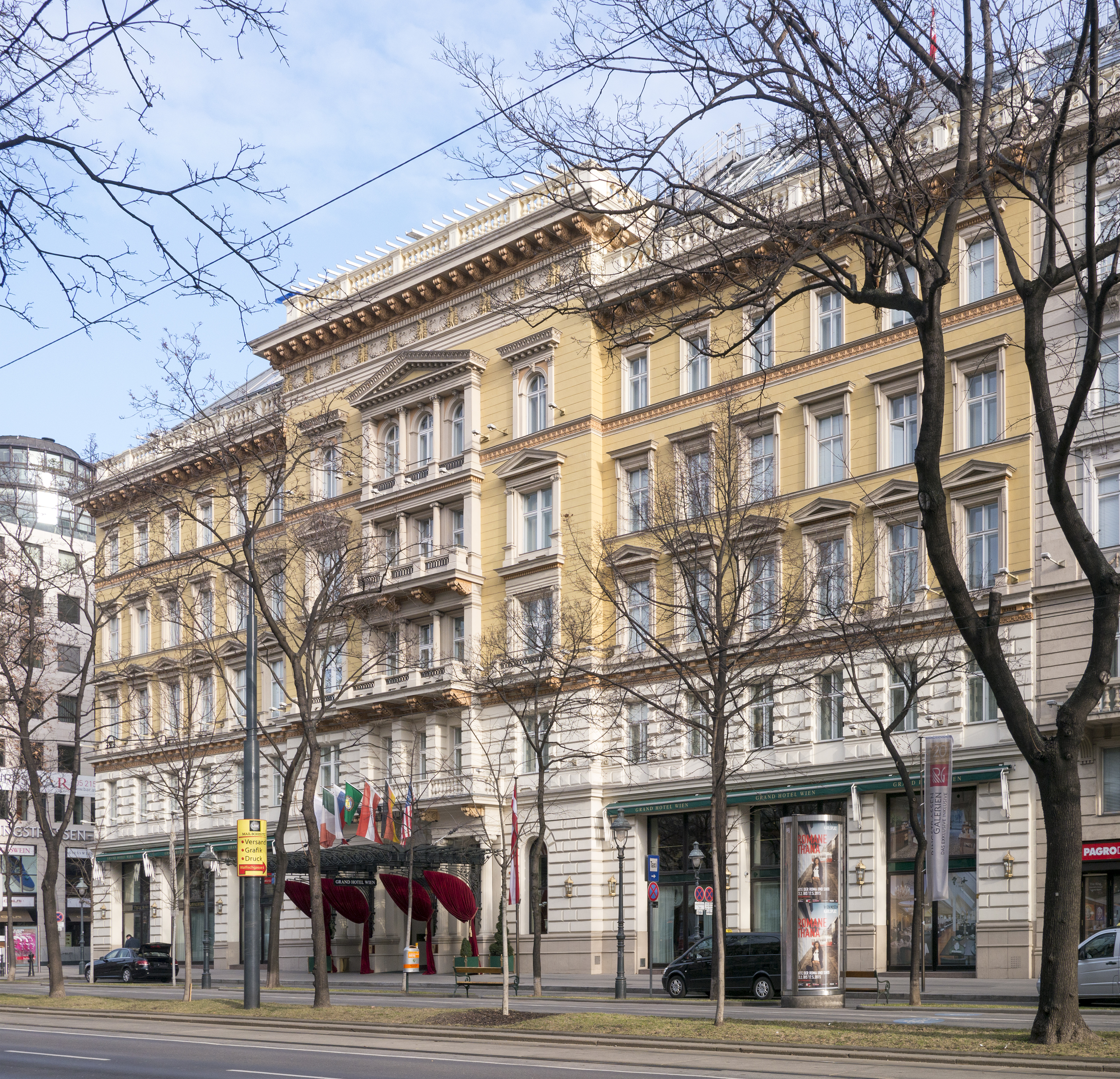
Gesamtansicht

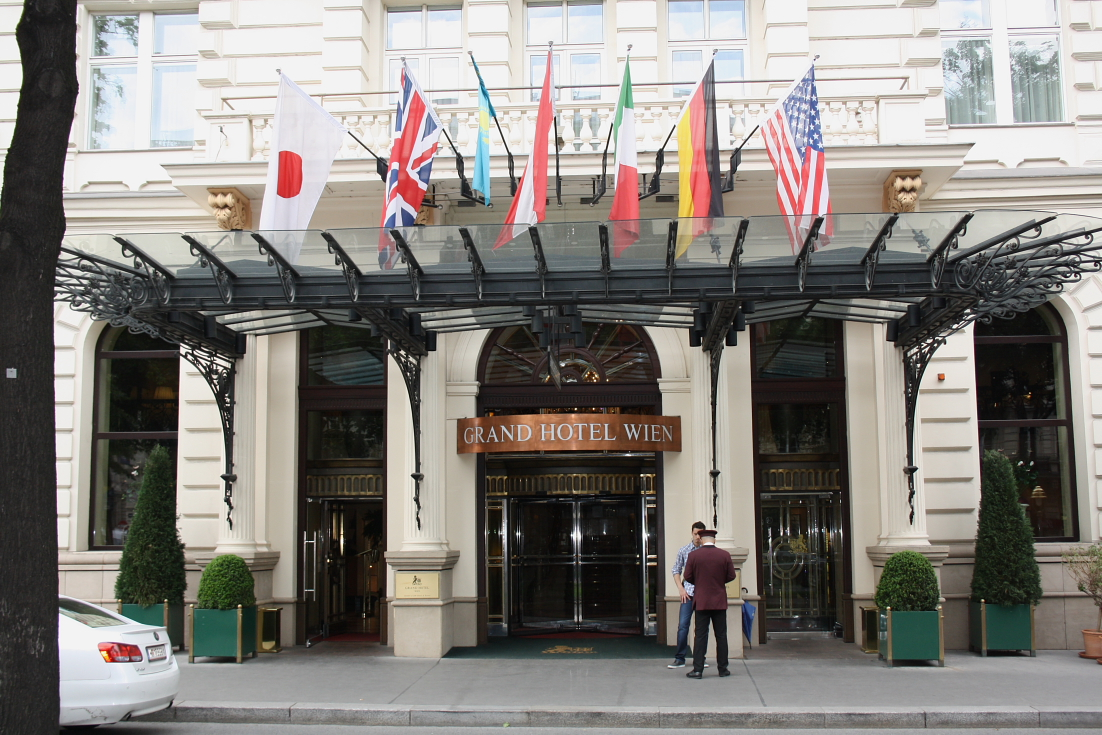
Grand Hotel Wien

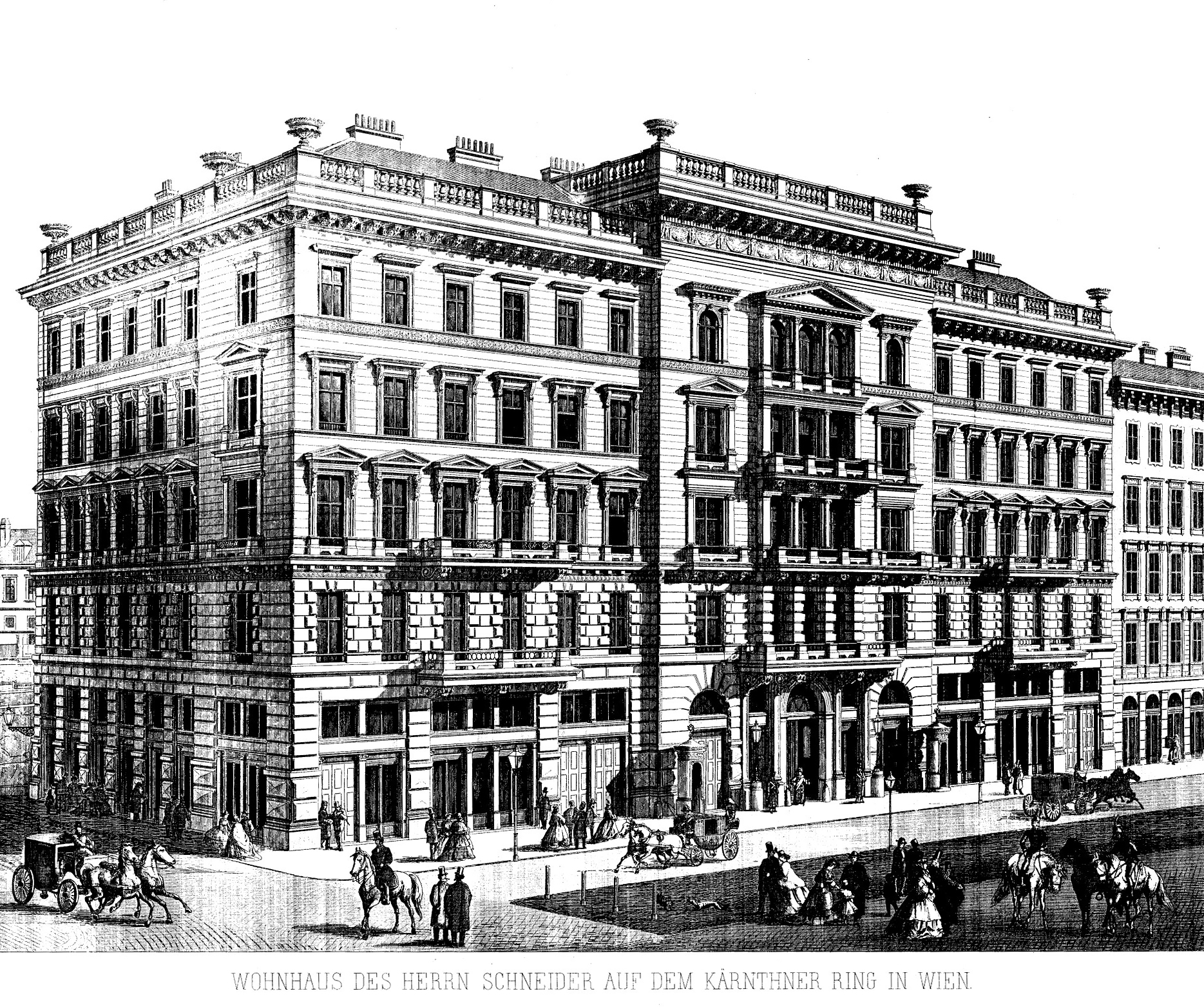
Schneider’sches Haus (1866)

Das Grand Hotel Wien ist ein 5-Sterne-Hotel in Wien an der Ringstraße. Es befindet sich am Kärntner Ring 9 im 1. Wiener Gemeindebezirk. Die Betreiberin Grand Hotel GmbH ist eine 100-prozentige Tochterfirma der Erste Wiener Hotel AG, die seit 2002 im Besitz von Mohamed Bin Issa Al Jaber steht.

## Geschichte
Anton Schneider (1820–1872), der „eigentliche Begründer des Hotelgeschäftes zu Wien in größerem Style“, stellte 1863 am selben Ort (und somit im ersten Abschnitt der entstehenden Wiener Ringstraße) nach Plänen des Architekten Carl Tietz (1831–1874) die Maison meublée fertig, das sogenannte Schneider’sche Haus, ein palaisartiges 56,6 m langes und 23,5 m tiefes Gebäude, in dem unter anderem Erzherzog Wilhelm (1827–1894) Wohnung bezog.
Schneider, als Hotelier vor allem für das Haus Zum Erzherzog Karl (Kärntner Straße 31; Gebäude nach 1945 abgebrochen) bekannt, war Eigner angrenzender Liegenschaften, die er an eine Aktiengesellschaft verkaufte, welche, ebenfalls nach Plänen von Carl Tietz, das Gebäude mit etwa 300 Zimmern und 200 Badezimmern ausstatten ließ. Am 10. Mai 1870 erfolgte die Eröffnung unter dem Direktor Anton Schneider.
1911 wurden die Nachbargebäude Kärntner Ring 11 und 13 angekauft und in den Hotelbetrieb eingegliedert. Nach dem Zweiten Weltkrieg nutzten die russischen Besatzungstruppen bis 1955 das Gebäude, das anschließend renoviert wurde. Die Wiedereröffnung erfolgte 1957. 1958 wurde das Gebäude von der österreichischen Regierung für die Internationale Atomenergieorganisation angekauft. Nachdem 1979 diese Organisation umgezogen war, kaufte 1989 die japanische Fluglinie und Hotelkette All Nippon Airways (ANA) das Gebäude. Die ANA baute es um, wobei an sich nur die Hauptfassade erhalten blieb. Die Wiedereröffnung als „ANA Grand Hotel“ nach dem Umbau erfolgte 1994.
Am 1. August 2002 verkaufte ANA das Hotel an das Konsortium JJW Hotels & Resorts, worauf das Hotel in „Grand Hotel“ umbenannt wurde. Das Grand Hotel Wien war seitdem Teil der „Leading Hotels of the World“.
Seit August 2022 ist das Grand Hotel Wien Teil von IHG Hotels & Resorts.
Mitte Mai 2025 wurde über die Erste Wiener Hotel AG ein Konkursverfahren eröffnet. Am 26. Juni 2025 berichtete der KSV1870, dass auch über deren Tochterunternehmen, die Grand Hotel GmbH – über Gläubigerantrag – ein Insolvenzverfahren eingeleitet worden sei.

## Ausstattung
Das Grand Hotel Wien hat 205 Zimmer und Suiten sowie fünf Restaurants. Hinzu kommen zwei Bars, Seminarräume, ein Wellnessbereich und ein Ballsaal.